# Unesco Collection: A Musical Anthology of the Orient
Unesco Collection: A Musical Anthology of the Orient és una sèrie d'enregistraments de música tradicional que va fer l'International Music Council per a l'International Institute for Comparative Music Studies and Documentation (Berlin/Venècia) i que es publicaren a la discogràfica Musicaphon de Bärenreiter (Kassel/Basel/Londres). La sèrie fou dirigida per Alain Daniélou. Va ser una part de la gran col·lecció d'UNESCO Collection.

## Enregistraments
- Laos — BM 30 L 2001[1]

Reeditat per Rounder com a Anthology of world music: The music of Laos, CD 5119. Review by Terry E. Miller and Jarernchai Chonpairot: Asian Music 11, #1 (1979), pp. 124-139. Ressenya d'Eugene Chadbourne a Allmusic.
- Cambodia — BM 30 L 2002[1]

Ressenya a Laos, de George P. Springer a Ethnomusicology 9, #3 (September 1965), pp. 337-340.
- Afghanistan — BM 30 L 2003[1]

Reeditat per Rounder com a Anthology of world music: The music of Afghanistan, CD 5121. Ressenya de John Baily a Yearbook for Traditional Music 35 (2003), pp. 229-230.
- Iran I, II — BM 30 L 2004, BM 30 L 2005[1]

Dos àlbums reeditats per Rounder com a Anthology of World Music: Iran, CD 5122/5123. Ressenya d'Hormoz Farhat: Ethnomusicology 6, #3 (Sep. 1962), pp. 239-241; ressenya per Richie Unterberger a Allmusic, http://www.allmusic.com/album/anthology-of-world-music-iran-r340022
. També els cinc primers àlbums de les sèries (Laos through Iran II) estan ressenyats per L. E. R. P. a Journal of the International Folk Music Council 14 (1962), pp. 140-142.
- India I, II, III, IV — BM 30 L 2006, BM 30 L 2007, BM 30 L 2018, BM 30 L 2021[1]
- Tunisia — BM 30 L 2008[1]
- Tibet I, II, III — BM 30 L 2009, BM 30 L 2010, BM 30 L 2011[1]

Tres àlbums reeditats per Rounder com a Anthology of World Music: Music of Tibetan Buddhism, CD 5129/5130/5131. Ressenya de Wei Li in Yearbook for Traditional Music 32 (2000), pp. 239-241; ressenya d'Adam Greenberg a Allmusic, http://www.allmusic.com/album/anthology-of-world-music-the-music-of-tibetan-buddhism-r400704/review
.
- Japan I, II, III, IV, V, VI — BM 30 L 2012, BM 30 L 2013, BM 30 L 2014, BM 30 L 2015, BM 30 L 2016, BM 30 L 2017[1]

Sis àlbums ressenyats per W. Adriaansz in Ethnomusicology 12, #3 (September 1968), pp. 463-468.
- Turkey I, II — BM 30 L 2019, BM 30 L 2020[1]
- Vietnam I: The Tradition of Hue — BM 30 L 2022[1]
- Vietnam II: The Music of South Viet-Nam —BM 30 L 2023[1]

Reeditat per Auvidis D 8070 (1996). Els dos àlbums van ser reeditats per Rounder com Anthology of World Music: The music of Vietnam, CD 5140. Ressenya de Vietnam I/II per W. Adriaansz: Ethnomusicology 16, #2 (May 1972), pp. 308-310. Ressenya d'Adam Greenberg a Allmusic, http://www.allmusic.com/album/anthology-of-world-music-the-music-of-vietnam-r400705/review
.
- Azerbaijan I — BM 30 L 2024[1]

Reeditat per Rounder com a Anthology of World Music: The music of Azerbaijan, CD 5142. Ressenya d'Adam Greenberg a Allmusic, http://www.allmusic.com/album/anthology-of-world-music-azerbaijan-r627635/review
.
- Georgia I — BM 30 L 2025[1]
- Malaysia — BM 30 L 2026[1]
- Morocco — BM 30 L 2027

Reeditat per Rounder com a Anthology of World Music: Music of Islam and Sufism in Morocco, CD 5145. Ressenya per Adam Greenberg a Allmusic, http://www.allmusic.com/album/anthology-of-world-music-the-music-of-islam-and-sufism-in-morocco-r387932/review
.
- Kurdish music — BM 30 SL 2028
- Pakistan — BM 30 SL 2029

Reeditat per Rounder com a Anthology of World Music: The Music of Pakistan, CD 5147. Ressenya de Peter Row a Ethnomusicology 25, #3 (September 1981), pp. 559-561. Ressenya de David Henderson a Yearbook for Traditional Music 36 (2004), pp. 193-194, JSTOR 20058813. Ressenya d'Adam Greenberg a Allmusic, http://www.allmusic.com/album/anthology-of-world-music-pakistan-i-r630729/review
.
- Lebanon I — BM 30 SL 2030

Reeditat per Rounder com a Anthology of world music: Lebanon, CD 5148. Ressenya per Adam Greenberg a Allmusic, http://www.allmusic.com/album/anthology-of-world-music-lebanon-r627636/review
.
- Indonesia I — BM 30 L 2031
- China — BM 30 SL 2032

Reeditat a Auvidis D 8071 (1996). També reeditat per Rounder com a Anthology of World Music: China, CD 5150. Ressenya per Han Kuo-Huang a Ethnomusicology 33, #3 (Autumn 1989), pp. 567-569. Ressenya d'Adam Greenberg a Allmusic, http://www.allmusic.com/album/anthology-of-world-music-china-r340023/review
.